# Petite Cayemite
Petite Cayemite är en ö i Haiti.   Den ligger i departementet Grand'Anse, i den västra delen av landet, 160 km väster om huvudstaden Port-au-Prince. Arean är 1,1 kvadratkilometer.
Terrängen på Petite Cayemite är platt. Öns högsta punkt är 66 meter över havet. Den sträcker sig 1,2 kilometer i nord-sydlig riktning, och 1,5 kilometer i öst-västlig riktning.